# Сибирский край
Сиби́рский край — административно-территориальная единица в РСФСР, существовавшая с 25 мая 1925 года по 30 июля 1930 года.
Административный центр — город Новосибирск.

## История
Край образован 25 мая 1925 года вместо бывших губерний: Алтайской, Енисейской, Ново-Николаевской, Омской, Томской и Иркутской (подчинённых Сибревкому):
- Тарский округ образован в пределах Тарского уезда Омской губернии с центром в городе Тара, включал 10 районов. Еланский, Пановский, Тебендинский сельские советы упразднённого Загваздинского района Тобольского округа Уральской области присоединены к Усть-Ишимскому району Тарского округа;
- Омский округ образован в пределах Омского, Тюкалинского, Калачинского уездов Омской губернии с центром в городе Омске, включал 21 район;
- Славгородский округ образован в пределах Славгородского уезда Омской губернии и Александровского района Татарского уезда Омской губернии с центром в городе Славгород, включал 13 районов;
- Барабинский округ образован в пределах Татарского уезда Омской губернии, Каинского уезда Ново-Николаевской губернии, а также Убинского, Баклушевского районов Каргатского уезда Ново-Николаевской губернии с центром в городе Барабинске, включал 17 районов;
- Ново-Николаевский округ образован в пределах Ново-Николаевского уезда Ново-Николаевской губернии, Каргатского, Индерского, Чулымского районов Каргатского уезда Ново-Николаевской губернии, Черепановского, Маслянинского, Легоставского районов Черепановского уезда Ново-Николаевской губернии с центром в городе Ново-Николаевск, включал 20 районов;
- Каменский округ образован в пределах Каменского уезда Ново-Николаевской губернии, Петропавловского, Кочковского районов Каргатского уезда Ново-Николаевской губернии, Битковского района Черепановского уезда Ново-Николаевской губернии с центром в городе Камень, включал 13 районов;
- Барнаульский округ образован в пределах Барнаульского уезда Алтайской губернии, Залесовского, Тальменского районов Черепановского уезда Ново-Николаевской губернии с центром в городе Барнаул, включал 16 районов;
- Бийский округ образован в пределах Бийского уезда Алтайской губернии с центром в городе Бийске, включал 18 районов;
- Томский округ образован в пределах Томского уезда Томской губернии, Зырянского, Мало-Песчанского, Ижмерского, Троицкого, Мариинского, Верхне-Чебулинского районов Мариинского уезда Томской губернии, Нарымского края с центром в городе Томске, включал 24 района;
- Кузнецкий округ образован в пределах Кольчугинского уезда Томской губернии с центром в посёлке Кольчугино, включал 11 районов;
- Ачинский округ образован в пределах Ачинского уезда Енисейской губернии, Мариинского уезда (без 6 районов) Томской губернии с центром в городе Ачинске, включал 13 районов;
- Красноярский округ образован в пределах Красноярского уезда Енисейской губернии, Балахтинского района Ачинского уезда Енисейской губернии, Туруханского края с центром в городе Красноярске, включал 12 районов;
- Минусинский округ образован в пределах Минусинского уезда Енисейской губернии с центром в городе Минусинске, включал 8 районов;
- Канский округ образован в пределах Канского уезда Енисейской губернии с центром в городе Канске, включал 13 районов;
- Хакасский округ образован в пределах Хакасского уезда Енисейской губернии с центром в посёлке Усть-Абаканском, включал 4 района;
- Рубцовский округ образован в пределах Рубцовского уезда (без западной части Угловского района) Алтайской губернии с центром в селе Рубцово, включал 8 районов;
- Иркутская губерния сохранила подчинение краевым органам Сибирского края впредь до решения вопроса о районировании Дальнего Востока и создании Ленско-Забайкальской области с центром в городе Иркутск, включал 4 уезда и 26 районов;
- Ойротская автономная область — самостоятельная административно-хозяйственная единица с оставлением неприкосновенными прав, предоставленных ей постановлениями об её образовании и последующими законоположениями, включала 10 аймаков.

В общей сложности по состоянию на 1925 г. Сибирский край включал 16 округов, 221 район, 1 автономную область (состоящую из 10 аймаков) и 1 губернию (состоящую из 4 уездов и 26 районов).
24 октября 1925 года принято Положение о Сибирском крае.
К 1925 году территория края достигла 4 428 700 км2, население составило 8 245 700 человек (7 316 900 человек сельское население, 928 800 человек городское население).
На 1 января 1926 года Сибирский край имел территорию 2 571 060 км². (без Туруханского края). Население насчитывалось 7 880 346 человек, 256 районов, 5886 сельских советов, 18 822 населённых пункта. На территории Сибирского края было проведено разукрупнение районов. Нормой для сельских советов считали семивёрстный радиус и 600 жителей.
Национальный состав населения Сибирского края (по данным переписи 1926 года):
| Народность | Всего по краю | Народность     | Всего по краю |
| ---------- | ------------- | -------------- | ------------- |
| Русские    | 6 767 892     | Буряты*        | 13 693        |
| Украинцы   | 827 536       | Остяки         | 8188          |
| Белорусы   | 320 320       | Остяко-самоеды | 1595          |
| Поляки     | 45 854        | Самоеды        | 1221          |
| Латыши     | 26 828        | Юраки          | 2114          |
| Латгальцы  | 8191          | Алтайцы        | 40 570        |
| Немцы      | 78 798        | Телеуты        | 1897          |
| Евреи      | 32 766        | Теленгиты      | 3415          |
| Эсты       | 29 890        | Кумандинцы     | 6344          |
| Зыряне     | 12 458        | Шорцы          | 12 568        |
| Пермяки    | 8545          | Карагассы*     | 414           |
| Вотяки     | 6418          | Долгане        | 699           |
| Мордва     | 107 794       | Якуты          | 3385          |
| Чуваши     | 48 011        | Тунгусы        | 7948          |
| Татары*    | 96 135        | Енисейцы       | 1427          |
| Башкиры    | 2194          | Казахи         | 48 392        |
| Цыгане     | 7200          | Хакасы         | 45 591        |
| Китайцы    | 1409          | Сойоты         | 68            |
| Финны      | 1606          | Монголы        | 277           |

- В перечень вошли татары: иртышские, барабинские, томские, кузнецкие, мелесские (во время переписи их не регистрировали отдельно).
- В 1927 году около 1000 бурятов (после передачи Кабанского аймака в Бурят-Монгольскую АССР) перешли в неё.
- В переписи учтены карагассы Канского округа (Нижнеудинский район).

30 июня 1926 года с присоединением к краю Иркутской губернии, разделённой на 3 округа, его окружное оформление закончилось.
Территория края состояла из современных Алтайского и Красноярского краёв, Омской, Новосибирской, Томской, Кемеровской, Иркутской и частично Тюменской областей, Республики Хакасия и Республики Алтай.
В 1926—1929 годах осуществлялось разукрупнение районов и сельских советов.
В 1929 году к Омскому округу присоединён Тарский округ, кроме Муромцевского района, отошедшего к Барабинскому округу. Еланский район передан в Барабинский округ.
К 1930 году край имел территорию 4064,4 тыс. км², 18 округов, 233 района, 5520 сельских советов и 32 422 населённых пункта; население края составляло 9923,8 тыс. чел. (в том числе 1472,9 тыс. — городское и 8450,9 тыс. — сельское).
Создание края имело большое значение для хозяйственного и культурного развития коренных народов и национальных меньшинств. В крае были образованы Хакасский округ, Горно-Шорский район (в Кузнецком округе), Немецкий район (в Славгородском округе), Туруханский район (в Красноярском округе) и ряд национальных сельсоветов. Сибкрайисполкомом была принята и осуществлялась специальная программа поддержки национально-территориальных образований.
23 июля 1930 года ЦИК и СНК СССР приняли постановление о ликвидации округов, которое определило изменения и в административном устройстве Сибири. Постановлением ВЦИК от 30 июля 1930 года край был разукрупнён на Восточно-Сибирский и Западно-Сибирский края.

## Административное деление

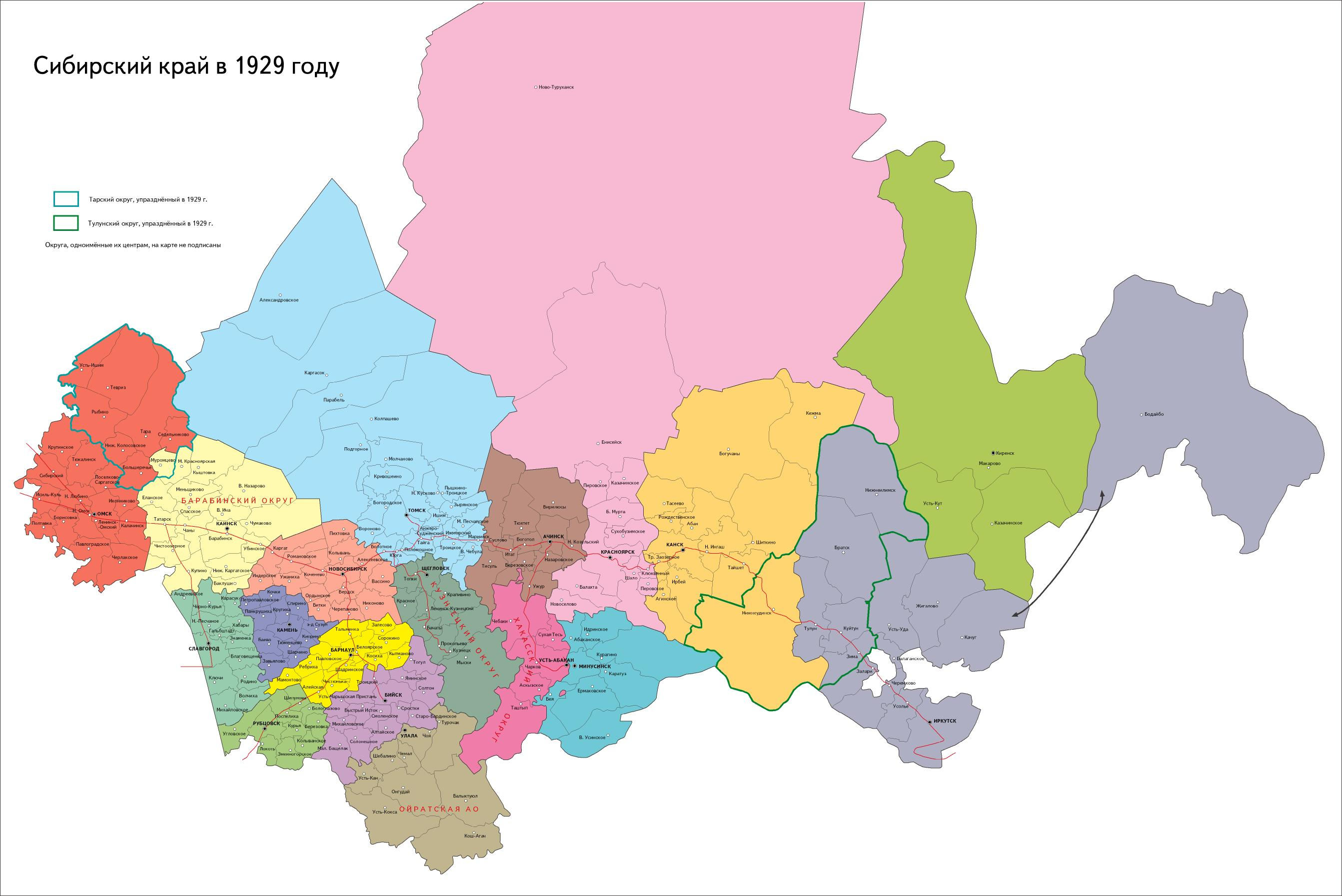
Подробная карта Сибирского края
(без крайнего Севера)

| 1. Ачинский округ 2. Барабинский округ 3. Барнаульский округ 4. Бийский округ 5. Иркутский округ 6. Каменский округ 7. Канский округ 8. Киренский округ 9. Красноярский округ 10. Кузнецкий округ 11. Минусинский округ 12. Новосибирский округ 13. Омский округ 14. Рубцовский округ 15. Славгородский округ 16. Тарский округ 17. Томский округ 18. Тулунский округ 19. Хакасский округ 20. Ойротская автономная область 21. Туруханский край |

## Руководство края

### Председатели исполнительного комитета
- Эйхе, Роберт Индрикович (1925—1929)
- Кузнецов, Степан Матвеевич (1929—1930)
- Клименко, Иван Евдокимович (1930)